# Élections cantonales de 1992 dans les Bouches-du-Rhône
Les élections cantonales ont lieu les 22 et 29 mars 1992.
Lors de ces élections, 29 des 53 cantons des Bouches-du-Rhône sont renouvelés. Elles voient la reconduction de la majorité socialiste dirigée par Lucien Weygand, président du conseil général depuis 1989.

## Résultats à l’échelle du département
Répartition départementale des résultats (2e tour).
- PCF (5,61 %)
- PS (27,52 %)
- Majorité (3,5 %)
- PRG (0,87 %)
- Verts (0,74 %)
- RPR (15,38 %)
- UDF (20,24 %)
- DVD (4,11 %)
- FN (22,04 %)

| Étiquette      | Étiquette                          | Premier tour | Premier tour | Second tour | Second tour | Sièges |
| Étiquette      | Étiquette                          | Voix         | %            | Voix        | %           | Sièges |
| -------------- | ---------------------------------- | ------------ | ------------ | ----------- | ----------- | ------ |
|                | Parti socialiste                   | 112 418      | 21,06        | 118 374     | 27,52       | 13     |
|                | Parti communiste français          | 63 577       | 11,91        | 24 127      | 5,61        | 2      |
|                | Majorité présidentielle            | 18 967       | 3,55         | 15 041      | 3,50        | 2      |
|                | Parti radical de gauche            | 3 388        | 0,63         | 3 739       | 0,87        | 1      |
|                | Extrême gauche                     | 379          | 0,07         |             |             |        |
| Gauche         | Gauche                             | 198 729      | 37,22        | 161 281     | 37,50       | 18     |
|                |                                    |              |              |             |             |        |
|                | Front national                     | 122 098      | 22,87        | 94 817      | 22,04       | 0      |
|                | Union pour la démocratie française | 78 933       | 14,79        | 87 081      | 20,24       | 6      |
|                | Rassemblement pour la République   | 58 227       | 10,91        | 66 166      | 15,38       | 3      |
|                | Divers droite                      | 22 494       | 4,21         | 17 667      | 4,11        | 2      |
|                | Extrême droite                     | 185          | 0,03         |             |             |        |
| Droite         | Droite                             | 281 937      | 52,81        | 265 731     | 61,77       | 11     |
|                |                                    |              |              |             |             |        |
|                | Les Verts                          | 47 102       | 8,82         | 3 164       | 0,74        | 0      |
|                | Génération écologie                | 6 042        | 1,13         |             |             |        |
| Écologistes    | Écologistes                        | 53 144       | 9,95         | 3 164       | 0,74        | 0      |
|                |                                    |              |              |             |             |        |
| Inscrits       | Inscrits                           | 817 476      | 100,00       | 800 560     | 100,00      |        |
| Abstention     | Abstention                         | 266 509      | 32,60        | 348 761     | 43,56       |        |
| Votants        | Votants                            | 550 967      | 67,40        | 451 799     | 56,44       |        |
| Blancs et nuls | Blancs et nuls                     | 17 157       | 3,11         | 21 623      | 4,79        |        |
| Exprimés       | Exprimés                           | 533 810      | 96,89        | 430 176     | 95,21       |        |

## Résultats par canton

### Canton d'Aix-en-Provence-Sud-Ouest
| Candidats      | Candidats               | Étiquette      | Premier tour | Premier tour | Second tour | Second tour |
| Candidats      | Candidats               | Étiquette      | Voix         | %            | Voix        | %           |
| -------------- | ----------------------- | -------------- | ------------ | ------------ | ----------- | ----------- |
|                | Jean-François Picheral* | PS             | 7 417        | 33,76        | 8 676       | 45,25       |
|                | Andrée Chelini          | UDF            | 6 074        | 27,64        | 7 168       | 37,38       |
|                | Philippe Milliau        | FN             | 4 829        | 21,98        | 3 331       | 17,37       |
|                | François Fiere          | Verts          | 2 212        | 10,07        |             |             |
|                | Jean-Pierre Poitou      | PCF            | 1 114        | 5,07         |             |             |
|                | Gérard Nicoud           | DVD            | 327          | 1,49         |             |             |
|                |                         |                |              |              |             |             |
| Inscrits       | Inscrits                | Inscrits       | 31 653       | 100,00       | 31 654      | 100,00      |
| Abstention     | Abstention              | Abstention     | 9 064        | 28,64        | 11 777      | 37,21       |
| Votants        | Votants                 | Votants        | 22 589       | 71,36        | 19 877      | 62,79       |
| Blancs et nuls | Blancs et nuls          | Blancs et nuls | 616          | 2,73         | 702         | 3,53        |
| Exprimés       | Exprimés                | Exprimés       | 21 973       | 97,27        | 19 175      | 96,47       |

*sortant

### Canton d'Allauch
| Candidats      | Candidats            | Étiquette      | Premier tour | Premier tour | Second tour | Second tour |
| Candidats      | Candidats            | Étiquette      | Voix         | %            | Voix        | %           |
| -------------- | -------------------- | -------------- | ------------ | ------------ | ----------- | ----------- |
|                | Roland Povinelli     | PS             | 4 657        | 31,44        | 5 278       | 40,97       |
|                | Jean-Pierre Bertrand | DVD            | 2 968        | 20,04        | 4 010       | 31,13       |
|                | Joseph Gonzalez      | FN             | 2 831        | 19,11        | 2 029       | 15,75       |
|                | Monique Robineau     | RPR            | 2 367        | 15,98        | 1 565       | 12,15       |
|                | Fabienne Comiti      | PCF            | 1 016        | 6,86         |             |             |
|                | Gabriel Olivier      | GE             | 973          | 6,57         |             |             |
|                |                      |                |              |              |             |             |
| Inscrits       | Inscrits             | Inscrits       | 20 170       | 100,00       | 20 145      | 100,00      |
| Abstention     | Abstention           | Abstention     | 4 920        | 24,39        | 6 799       | 33,75       |
| Votants        | Votants              | Votants        | 15 250       | 75,61        | 13 346      | 66,25       |
| Blancs et nuls | Blancs et nuls       | Blancs et nuls | 438          | 2,87         | 464         | 3,48        |
| Exprimés       | Exprimés             | Exprimés       | 14 812       | 97,13        | 12 882      | 96,52       |

### Canton d'Arles-Ouest
| Candidats      | Candidats         | Étiquette      | Premier tour | Premier tour | Second tour | Second tour |
| Candidats      | Candidats         | Étiquette      | Voix         | %            | Voix        | %           |
| -------------- | ----------------- | -------------- | ------------ | ------------ | ----------- | ----------- |
|                | Michel Vauzelle   | PS             | 2 689        | 26,16        | 4 140       | 46,74       |
|                | Evelyne Lasserre  | DVD            | 2 479        | 24,12        | 3 385       | 38,21       |
|                | Jacques Perrot*   | PCF            | 2 401        | 23,36        | Retrait     | Retrait     |
|                | Michel Berthier   | FN             | 1 857        | 18,07        | 1 333       | 15,05       |
|                | Catherine Levraud | Verts          | 853          | 8,30         |             |             |
|                |                   |                |              |              |             |             |
| Inscrits       | Inscrits          | Inscrits       | 15 326       | 100,00       | 15 326      | 100,00      |
| Abstention     | Abstention        | Abstention     | 4 631        | 30,22        | 5 786       | 37,75       |
| Votants        | Votants           | Votants        | 10 695       | 69,78        | 9 540       | 62,25       |
| Blancs et nuls | Blancs et nuls    | Blancs et nuls | 416          | 3,89         | 682         | 7,15        |
| Exprimés       | Exprimés          | Exprimés       | 10 279       | 96,11        | 8 858       | 92,85       |

*sortant

### Canton de Berre-l'Étang
| Candidats      | Candidats       | Étiquette      | Premier tour | Premier tour | Second tour | Second tour |
| Candidats      | Candidats       | Étiquette      | Voix         | %            | Voix        | %           |
| -------------- | --------------- | -------------- | ------------ | ------------ | ----------- | ----------- |
|                | Georges Batiget | PS             | 3 843        | 30,69        | 5 214       | 50,88       |
|                | René Jestin     | FN             | 2 804        | 22,39        | 2 522       | 24,61       |
|                | Jean Banti      | RPR            | 2 142        | 17,11        | 2 511       | 24,50       |
|                | Robert Deixonne | PCF            | 1 842        | 14,71        | Retrait     | Retrait     |
|                | Michel Botella  | GE             | 1 613        | 12,88        |             |             |
|                | Sélim Sahli     | PS             | 278          | 2,22         |             |             |
|                |                 |                |              |              |             |             |
| Inscrits       | Inscrits        | Inscrits       | 17 498       | 100,00       | 17 497      | 100,00      |
| Abstention     | Abstention      | Abstention     | 4 462        | 25,50        | 6 383       | 36,48       |
| Votants        | Votants         | Votants        | 13 036       | 74,50        | 11 114      | 63,52       |
| Blancs et nuls | Blancs et nuls  | Blancs et nuls | 514          | 3,94         | 867         | 7,80        |
| Exprimés       | Exprimés        | Exprimés       | 12 522       | 96,06        | 10 247      | 92,20       |

### Canton de Châteauneuf-Côte-Bleue
| Candidats      | Candidats       | Étiquette      | Premier tour | Premier tour | Second tour | Second tour |
| Candidats      | Candidats       | Étiquette      | Voix         | %            | Voix        | %           |
| -------------- | --------------- | -------------- | ------------ | ------------ | ----------- | ----------- |
|                | Henri D'Attilio | PS             | 5 715        | 29,78        | 7 686       | 50,19       |
|                | Raymond Lecler  | RPR            | 3 932        | 20,49        | 4 712       | 30,77       |
|                | Eugène Boujot   | FN             | 3 717        | 19,37        | 2 917       | 19,05       |
|                | Georges Rosso   | PCF            | 3 141        | 16,37        | Retrait     | Retrait     |
|                | Roger Arduin    | Verts          | 1 685        | 8,78         |             |             |
|                | André Vardaro   | PS             | 1 001        | 5,22         |             |             |
|                |                 |                |              |              |             |             |
| Inscrits       | Inscrits        | Inscrits       | 25 703       | 100,00       | 25 702      | 100,00      |
| Abstention     | Abstention      | Abstention     | 5 986        | 23,29        | 9 497       | 36,95       |
| Votants        | Votants         | Votants        | 19 717       | 76,71        | 16 205      | 63,05       |
| Blancs et nuls | Blancs et nuls  | Blancs et nuls | 526          | 2,67         | 890         | 5,49        |
| Exprimés       | Exprimés        | Exprimés       | 19 191       | 97,33        | 15 315      | 94,51       |

### Canton de La Ciotat
| Candidats      | Candidats            | Étiquette      | Premier tour | Premier tour | Second tour | Second tour |
| Candidats      | Candidats            | Étiquette      | Voix         | %            | Voix        | %           |
| -------------- | -------------------- | -------------- | ------------ | ------------ | ----------- | ----------- |
|                | Francis Giraud       | RPR            | 10 042       | 35,42        | 12 202      | 51,84       |
|                | Ronald Perdomo       | FN             | 5 880        | 20,74        | 4 608       | 19,58       |
|                | Rosy Sanna           | PCF            | 4 041        | 14,25        | 6 730       | 28,59       |
|                | Jean-Claude Colliard | PS             | 3 988        | 14,07        | Retrait     | Retrait     |
|                | Gérard Rivoire       | Verts          | 1 772        | 6,25         |             |             |
|                | Michel Buscetti      | DVD            | 1 490        | 5,26         |             |             |
|                | Véronique Brill      | GE             | 951          | 3,35         |             |             |
|                | Pierrette Baux       | EXD            | 185          | 0,65         |             |             |
|                |                      |                |              |              |             |             |
| Inscrits       | Inscrits             | Inscrits       | 39 004       | 100,00       | 38 999      | 100,00      |
| Abstention     | Abstention           | Abstention     | 9 779        | 25,07        | 13 997      | 35,89       |
| Votants        | Votants              | Votants        | 29 225       | 74,93        | 25 002      | 64,11       |
| Blancs et nuls | Blancs et nuls       | Blancs et nuls | 876          | 3,00         | 1 462       | 5,85        |
| Exprimés       | Exprimés             | Exprimés       | 28 349       | 97,00        | 23 540      | 94,15       |

### Canton d'Eyguières
| Candidats      | Candidats               | Étiquette      | Premier tour | Premier tour | Second tour | Second tour |
| Candidats      | Candidats               | Étiquette      | Voix         | %            | Voix        | %           |
| -------------- | ----------------------- | -------------- | ------------ | ------------ | ----------- | ----------- |
|                | Daniel Conte*           | PS             | 3 574        | 40,62        | 4 238       | 53,54       |
|                | Louis-Marie Savornin    | UDF            | 2 201        | 25,01        | 2 578       | 32,57       |
|                | Bernard Meslans         | FN             | 1 452        | 16,50        | 1 100       | 13,90       |
|                | Patricia Blanchet-Bhang | Verts          | 943          | 10,72        |             |             |
|                | Jeanne Alberton         | PCF            | 629          | 7,15         |             |             |
|                |                         |                |              |              |             |             |
| Inscrits       | Inscrits                | Inscrits       | 11 903       | 100,00       | 11 899      | 100,00      |
| Abstention     | Abstention              | Abstention     | 2 761        | 23,20        | 3 579       | 30,08       |
| Votants        | Votants                 | Votants        | 9 142        | 76,80        | 8 320       | 69,92       |
| Blancs et nuls | Blancs et nuls          | Blancs et nuls | 343          | 3,75         | 404         | 4,86        |
| Exprimés       | Exprimés                | Exprimés       | 8 799        | 96,25        | 7 916       | 95,14       |

*sortant

### Canton d'Istres-Nord
| Candidats      | Candidats        | Étiquette      | Premier tour | Premier tour | Second tour | Second tour |
| Candidats      | Candidats        | Étiquette      | Voix         | %            | Voix        | %           |
| -------------- | ---------------- | -------------- | ------------ | ------------ | ----------- | ----------- |
|                | Louis Francioli* | UDF            | 3 984        | 30,02        | 5 391       | 47,04       |
|                | Georges Thorrand | PCF            | 2 998        | 22,59        | 4 133       | 36,06       |
|                | José Rodriguez   | FN             | 2 614        | 19,70        | 1 936       | 16,89       |
|                | Gilles Auteroche | PS             | 1 525        | 11,49        |             |             |
|                | René Martinez    | Verts          | 1 327        | 10,00        |             |             |
|                | Pierre Cazeel    | GE             | 821          | 6,19         |             |             |
|                |                  |                |              |              |             |             |
| Inscrits       | Inscrits         | Inscrits       | 19 325       | 100,00       | 19 319      | 100,00      |
| Abstention     | Abstention       | Abstention     | 5 472        | 28,32        | 6 993       | 36,20       |
| Votants        | Votants          | Votants        | 13 853       | 71,68        | 12 326      | 63,80       |
| Blancs et nuls | Blancs et nuls   | Blancs et nuls | 584          | 4,22         | 866         | 7,03        |
| Exprimés       | Exprimés         | Exprimés       | 13 269       | 95,78        | 11 460      | 92,97       |

*sortant

### Canton de Lambesc
| Candidats      | Candidats        | Étiquette      | Premier tour | Premier tour | Second tour | Second tour |
| Candidats      | Candidats        | Étiquette      | Voix         | %            | Voix        | %           |
| -------------- | ---------------- | -------------- | ------------ | ------------ | ----------- | ----------- |
|                | Gilbert Pauriol* | PRG            | 3 388        | 33,70        | 3 739       | 41,64       |
|                | Henri Viala      | RPR            | 2 383        | 23,70        | 2 676       | 29,80       |
|                | Daniel Heurtaux  | FN             | 1 855        | 18,45        | 1 319       | 14,69       |
|                | Yvon Roche       | Verts          | 1 389        | 13,82        | 1 245       | 13,87       |
|                | Gérard Venel     | PCF            | 731          | 7,27         |             |             |
|                | Henri Maza       | DVD            | 307          | 3,05         |             |             |
|                |                  |                |              |              |             |             |
| Inscrits       | Inscrits         | Inscrits       | 13 710       | 100,00       | 13 710      | 100,00      |
| Abstention     | Abstention       | Abstention     | 3 259        | 23,77        | 4 380       | 31,95       |
| Votants        | Votants          | Votants        | 10 451       | 76,23        | 9 330       | 68,05       |
| Blancs et nuls | Blancs et nuls   | Blancs et nuls | 398          | 3,81         | 351         | 3,76        |
| Exprimés       | Exprimés         | Exprimés       | 10 053       | 96,19        | 8 979       | 96,24       |

*sortant

### Canton de Marignane
| Candidats      | Candidats           | Étiquette      | Premier tour | Premier tour | Second tour | Second tour |
| Candidats      | Candidats           | Étiquette      | Voix         | %            | Voix        | %           |
| -------------- | ------------------- | -------------- | ------------ | ------------ | ----------- | ----------- |
|                | Laurens Deleuil*    | DVD            | 5 929        | 37,19        | 6 519       | 46,65       |
|                | Daniel Simonpieri   | FN             | 4 168        | 26,14        | 3 668       | 26,25       |
|                | Eric Cerato         | PS             | 2 874        | 18,03        | 3 786       | 27,10       |
|                | Michèle Huillet     | Verts          | 1 190        | 7,46         |             |             |
|                | Joseph Giabiconi    | PCF            | 1 110        | 6,96         |             |             |
|                | Jean-Louis Parrenin | GE             | 671          | 4,21         |             |             |
|                |                     |                |              |              |             |             |
| Inscrits       | Inscrits            | Inscrits       | 23 304       | 100,00       | 23 307      | 100,00      |
| Abstention     | Abstention          | Abstention     | 6 913        | 29,66        | 8 730       | 37,46       |
| Votants        | Votants             | Votants        | 16 391       | 70,34        | 14 577      | 62,54       |
| Blancs et nuls | Blancs et nuls      | Blancs et nuls | 449          | 2,74         | 604         | 4,14        |
| Exprimés       | Exprimés            | Exprimés       | 15 942       | 97,26        | 13 973      | 95,86       |

*sortant

### Canton de Marseille-2 (Notre-Dame-du-Mont)
| Candidats      | Candidats          | Étiquette      | Premier tour | Premier tour | Second tour | Second tour |
| Candidats      | Candidats          | Étiquette      | Voix         | %            | Voix        | %           |
| -------------- | ------------------ | -------------- | ------------ | ------------ | ----------- | ----------- |
|                | Renaud Muselier    | RPR            | 9 958        | 37,48        | 12 914      | 66,94       |
|                | Jean Roussel*      | FN             | 8 046        | 30,28        | 6 378       | 33,06       |
|                | Pauline Banzo      | PS             | 3 894        | 14,66        |             |             |
|                | Jany Melloul       | Verts          | 2 528        | 9,51         |             |             |
|                | Danielle Bleitrach | PCF            | 2 144        | 8,07         |             |             |
|                |                    |                |              |              |             |             |
| Inscrits       | Inscrits           | Inscrits       | 45 216       | 100,00       | 45 216      | 100,00      |
| Abstention     | Abstention         | Abstention     | 17 974       | 39,75        | 24 984      | 55,25       |
| Votants        | Votants            | Votants        | 27 242       | 60,25        | 20 232      | 44,75       |
| Blancs et nuls | Blancs et nuls     | Blancs et nuls | 672          | 2,47         | 940         | 4,65        |
| Exprimés       | Exprimés           | Exprimés       | 26 570       | 97,53        | 19 292      | 95,35       |

*sortant

### Canton de Marseille-6 (Les Cinq-Avenues)
| Candidats      | Candidats           | Étiquette      | Premier tour | Premier tour | Second tour | Second tour |
| Candidats      | Candidats           | Étiquette      | Voix         | %            | Voix        | %           |
| -------------- | ------------------- | -------------- | ------------ | ------------ | ----------- | ----------- |
|                | Marie-Louise Lota   | UDF            | 6 076        | 30,52        | 6 924       | 44,91       |
|                | Jean-Pierre Baumann | FN             | 5 406        | 27,15        | 3 772       | 24,47       |
|                | Jules Rocca-Serra   | PS             | 3 902        | 19,60        | 4 720       | 30,62       |
|                | Paulette Coquillaud | Verts          | 1 776        | 8,92         |             |             |
|                | Ghislaine Abad      | PCF            | 1 626        | 8,17         |             |             |
|                | Claude Meschi       | PS             | 810          | 4,07         |             |             |
|                | Guy Brun            | DVD            | 312          | 1,57         |             |             |
|                |                     |                |              |              |             |             |
| Inscrits       | Inscrits            | Inscrits       | 32 614       | 100,00       | 32 614      | 100,00      |
| Abstention     | Abstention          | Abstention     | 12 182       | 37,35        | 16 658      | 51,08       |
| Votants        | Votants             | Votants        | 20 432       | 62,65        | 15 956      | 48,92       |
| Blancs et nuls | Blancs et nuls      | Blancs et nuls | 524          | 2,56         | 540         | 3,38        |
| Exprimés       | Exprimés            | Exprimés       | 19 908       | 97,44        | 15 416      | 96,62       |

### Canton de Marseille-7 (Le Camas)
| Candidats      | Candidats             | Étiquette      | Premier tour | Premier tour | Second tour | Second tour |
| Candidats      | Candidats             | Étiquette      | Voix         | %            | Voix        | %           |
| -------------- | --------------------- | -------------- | ------------ | ------------ | ----------- | ----------- |
|                | Jean-Francois Mattei* | UDF            | 8 608        | 36,76        | 12 422      | 74,03       |
|                | Gabriel Baudart       | FN             | 5 472        | 23,37        | 4 358       | 25,97       |
|                | Simone Gallix         | PS             | 3 151        | 13,46        |             |             |
|                | Anne Pages            | Verts          | 2 099        | 8,96         |             |             |
|                | Antoine Scelzo        | PS             | 2 090        | 8,93         |             |             |
|                | Michel Caussemille    | PCF            | 1 996        | 8,52         |             |             |
|                |                       |                |              |              |             |             |
| Inscrits       | Inscrits              | Inscrits       | 46 210       | 100,00       | 37 200      | 100,00      |
| Abstention     | Abstention            | Abstention     | 22 170       | 47,98        | 19 164      | 51,52       |
| Votants        | Votants               | Votants        | 24 040       | 52,02        | 18 036      | 48,48       |
| Blancs et nuls | Blancs et nuls        | Blancs et nuls | 624          | 2,60         | 1 256       | 6,96        |
| Exprimés       | Exprimés              | Exprimés       | 23 416       | 97,40        | 16 780      | 93,04       |

*sortant

### Canton de Marseille-9 (Saint-Just)
| Candidats      | Candidats             | Étiquette      | Premier tour | Premier tour | Second tour | Second tour |
| Candidats      | Candidats             | Étiquette      | Voix         | %            | Voix        | %           |
| -------------- | --------------------- | -------------- | ------------ | ------------ | ----------- | ----------- |
|                | Jean Galland          | FN             | 4 772        | 27,68        | 3 884       | 28,57       |
|                | Alain Decamps*        | PS             | 4 458        | 25,86        | 5 688       | 41,84       |
|                | Paul Mefret           | UDF            | 4 180        | 24,25        | 4 022       | 29,59       |
|                | Pierre Corvasce       | PCF            | 2 270        | 13,17        |             |             |
|                | Jean-Claude Goguillot | Verts          | 1 560        | 9,05         |             |             |
|                |                       |                |              |              |             |             |
| Inscrits       | Inscrits              | Inscrits       | 28 024       | 100,00       | 28 024      | 100,00      |
| Abstention     | Abstention            | Abstention     | 10 202       | 36,40        | 13 854      | 49,44       |
| Votants        | Votants               | Votants        | 17 822       | 63,60        | 14 170      | 50,56       |
| Blancs et nuls | Blancs et nuls        | Blancs et nuls | 582          | 3,27         | 576         | 4,06        |
| Exprimés       | Exprimés              | Exprimés       | 17 240       | 96,73        | 13 594      | 95,94       |

*sortant

### Canton de Marseille-10 (Montolivet)
| Candidats      | Candidats                   | Étiquette      | Premier tour | Premier tour | Second tour | Second tour |
| Candidats      | Candidats                   | Étiquette      | Voix         | %            | Voix        | %           |
| -------------- | --------------------------- | -------------- | ------------ | ------------ | ----------- | ----------- |
|                | Roland Blum                 | UDF            | 8 348        | 33,28        | 9 476       | 48,13       |
|                | Jacqueline Lambert-Pancrazi | FN             | 5 790        | 23,08        | 3 990       | 20,26       |
|                | Michel Coullomb*            | PS             | 4 994        | 19,91        | 6 224       | 31,61       |
|                | Lucien Martinez             | PCF            | 2 270        | 9,05         |             |             |
|                | Claude Noble                | Verts          | 1 910        | 7,61         |             |             |
|                | Ginette Maury               | PS             | 938          | 3,74         |             |             |
|                | Jean Gurrieri               | DVD            | 836          | 3,33         |             |             |
|                |                             |                |              |              |             |             |
| Inscrits       | Inscrits                    | Inscrits       | 39 348       | 100,00       | 39 348      | 100,00      |
| Abstention     | Abstention                  | Abstention     | 13 512       | 34,34        | 18 890      | 48,01       |
| Votants        | Votants                     | Votants        | 25 836       | 65,66        | 20 458      | 51,99       |
| Blancs et nuls | Blancs et nuls              | Blancs et nuls | 750          | 2,90         | 768         | 3,75        |
| Exprimés       | Exprimés                    | Exprimés       | 25 086       | 97,10        | 19 690      | 96,25       |

*sortant

### Canton de Marseille-11 (La Capelette)
| Candidats      | Candidats        | Étiquette      | Premier tour | Premier tour | Second tour | Second tour |
| Candidats      | Candidats        | Étiquette      | Voix         | %            | Voix        | %           |
| -------------- | ---------------- | -------------- | ------------ | ------------ | ----------- | ----------- |
|                | Robert Villani*  | RPR            | 8 052        | 27,72        | 8 920       | 40,96       |
|                | Maurice Gros     | FN             | 7 690        | 26,48        | 5 686       | 26,11       |
|                | Guy Massias      | PS             | 5 628        | 19,38        | 7 172       | 32,93       |
|                | Paul Biaggini    | PCF            | 4 288        | 14,76        |             |             |
|                | Claude Perard    | Verts          | 2 370        | 8,16         |             |             |
|                | Catherine Jacoby | DVD            | 1 018        | 3,50         |             |             |
|                |                  |                |              |              |             |             |
| Inscrits       | Inscrits         | Inscrits       | 47 620       | 100,00       | 47 520      | 100,00      |
| Abstention     | Abstention       | Abstention     | 17 614       | 36,99        | 24 484      | 51,52       |
| Votants        | Votants          | Votants        | 30 006       | 63,01        | 23 036      | 48,48       |
| Blancs et nuls | Blancs et nuls   | Blancs et nuls | 960          | 3,20         | 1 258       | 5,46        |
| Exprimés       | Exprimés         | Exprimés       | 29 046       | 96,80        | 21 778      | 94,54       |

*sortant

### Canton de Marseille-14B (Saint-Barthélémy)
| Candidats      | Candidats             | Étiquette      | Premier tour | Premier tour | Second tour | Second tour |
| Candidats      | Candidats             | Étiquette      | Voix         | %            | Voix        | %           |
| -------------- | --------------------- | -------------- | ------------ | ------------ | ----------- | ----------- |
|                | Gilbert Albano        | FN             | 4 888        | 29,04        | 4 178       | 32,60       |
|                | Francis Caccinttolo*  | PCF            | 4 190        | 24,90        | 5 892       | 45,98       |
|                | Michel Bernocco       | RPR            | 2 876        | 17,09        | 2 744       | 21,41       |
|                | Christian Desroches   | PS             | 2 158        | 12,82        |             |             |
|                | Louis-Francois Goudon | Verts          | 1 186        | 7,05         |             |             |
|                | Antoinette Guillen    | PS             | 1 056        | 6,27         |             |             |
|                | Sidamed Fedaouche     | PS             | 240          | 1,43         |             |             |
|                | Paul Chêne            | DVD            | 236          | 1,40         |             |             |
|                |                       |                |              |              |             |             |
| Inscrits       | Inscrits              | Inscrits       | 28 461       | 100,00       | 28 460      | 100,00      |
| Abstention     | Abstention            | Abstention     | 11 037       | 38,78        | 15 068      | 52,94       |
| Votants        | Votants               | Votants        | 17 424       | 61,22        | 13 392      | 47,06       |
| Blancs et nuls | Blancs et nuls        | Blancs et nuls | 594          | 3,41         | 578         | 4,32        |
| Exprimés       | Exprimés              | Exprimés       | 16 830       | 96,59        | 12 814      | 95,68       |

*sortant

### Canton de Marseille-17 (Les Olives)
| Candidats      | Candidats      | Étiquette      | Premier tour | Premier tour | Second tour | Second tour |
| Candidats      | Candidats      | Étiquette      | Voix         | %            | Voix        | %           |
| -------------- | -------------- | -------------- | ------------ | ------------ | ----------- | ----------- |
|                | Marius Masse*  | PS             | 11 982       | 29,71        | 13 499      | 44,49       |
|                | Gilbert Victor | FN             | 10 500       | 26,04        | 8 190       | 26,99       |
|                | René Chouraqui | RPR            | 8 904        | 22,08        | 8 655       | 28,52       |
|                | Rudy Vigier    | PCF            | 4 118        | 10,21        |             |             |
|                | Daniel Bret    | Verts          | 3 981        | 9,87         |             |             |
|                | Henri Civera   | DVD            | 839          | 2,08         |             |             |
|                |                |                |              |              |             |             |
| Inscrits       | Inscrits       | Inscrits       | 63 328       | 100,00       | 62 642      | 100,00      |
| Abstention     | Abstention     | Abstention     | 21 612       | 34,13        | 30 716      | 49,03       |
| Votants        | Votants        | Votants        | 41 716       | 65,87        | 31 926      | 50,97       |
| Blancs et nuls | Blancs et nuls | Blancs et nuls | 1 392        | 3,34         | 1 582       | 4,96        |
| Exprimés       | Exprimés       | Exprimés       | 40 324       | 96,66        | 30 344      | 95,04       |

*sortant

### Canton de Marseille-19 (La Pomme)
| Candidats      | Candidats         | Étiquette      | Premier tour | Premier tour | Second tour | Second tour |
| Candidats      | Candidats         | Étiquette      | Voix         | %            | Voix        | %           |
| -------------- | ----------------- | -------------- | ------------ | ------------ | ----------- | ----------- |
|                | René Olmeta       | PS             | 10 982       | 29,11        | 11 948      | 42,31       |
|                | Jackie Blanc      | FN             | 9 780        | 25,93        | 7 024       | 24,87       |
|                | Georges Grolleau* | UDF            | 9 198        | 24,38        | 9 268       | 32,82       |
|                | Jean-Claude Badih | Verts          | 3 994        | 10,59        |             |             |
|                | Maurice Malka     | PCF            | 3 768        | 9,99         |             |             |
|                |                   |                |              |              |             |             |
| Inscrits       | Inscrits          | Inscrits       | 59 270       | 100,00       | 59 170      | 100,00      |
| Abstention     | Abstention        | Abstention     | 20 226       | 34,13        | 29 680      | 50,16       |
| Votants        | Votants           | Votants        | 39 044       | 65,87        | 29 490      | 49,84       |
| Blancs et nuls | Blancs et nuls    | Blancs et nuls | 1 322        | 3,39         | 1 250       | 4,24        |
| Exprimés       | Exprimés          | Exprimés       | 37 722       | 96,61        | 28 240      | 95,76       |

*sortant

### Canton de Marseille-20B (Mazargues-Sainte-Marguerite)
| Candidats      | Candidats                  | Étiquette      | Premier tour | Premier tour | Second tour | Second tour |
| Candidats      | Candidats                  | Étiquette      | Voix         | %            | Voix        | %           |
| -------------- | -------------------------- | -------------- | ------------ | ------------ | ----------- | ----------- |
|                | Guy Teissier*              | UDF            | 17 932       | 43,69        | 17 874      | 57,36       |
|                | Michèle Carayon-Giacomoni  | FN             | 8 370        | 20,39        | 5 436       | 17,44       |
|                | François-Xavier Giudicelli | PS             | 7 314        | 17,82        | 7 852       | 25,20       |
|                | Gérard Monnier-Besombes    | Verts          | 4 236        | 10,32        |             |             |
|                | Annick Boet                | PCF            | 2 778        | 6,77         |             |             |
|                | Abdelkrim Abour            | PS             | 418          | 1,02         |             |             |
|                |                            |                |              |              |             |             |
| Inscrits       | Inscrits                   | Inscrits       | 68 704       | 100,00       | 61 734      | 100,00      |
| Abstention     | Abstention                 | Abstention     | 26 490       | 38,56        | 29 504      | 47,79       |
| Votants        | Votants                    | Votants        | 42 214       | 61,44        | 32 230      | 52,21       |
| Blancs et nuls | Blancs et nuls             | Blancs et nuls | 1 166        | 2,76         | 1 068       | 3,31        |
| Exprimés       | Exprimés                   | Exprimés       | 41 048       | 97,24        | 31 162      | 96,69       |

*sortant

### Canton de Martigues-Est
| Candidats      | Candidats              | Étiquette      | Premier tour | Premier tour | Second tour | Second tour |
| Candidats      | Candidats              | Étiquette      | Voix         | %            | Voix        | %           |
| -------------- | ---------------------- | -------------- | ------------ | ------------ | ----------- | ----------- |
|                | Marc Frisicano         | PCF            | 4 806        | 33,64        | 5 036       | 41,41       |
|                | Serge Petricoul        | UDF            | 3 195        | 22,36        | 3 584       | 29,47       |
|                | Jean-Fernand Arvanitis | FN             | 2 526        | 17,68        | 1 622       | 13,34       |
|                | Gilles Bourdy          | Verts          | 2 258        | 15,80        | 1 919       | 15,78       |
|                | Maurice Combes         | PS             | 1 503        | 10,52        |             |             |
|                |                        |                |              |              |             |             |
| Inscrits       | Inscrits               | Inscrits       | 20 357       | 100,00       | 20 357      | 100,00      |
| Abstention     | Abstention             | Abstention     | 5 503        | 27,03        | 7 767       | 38,15       |
| Votants        | Votants                | Votants        | 14 854       | 72,97        | 12 590      | 61,85       |
| Blancs et nuls | Blancs et nuls         | Blancs et nuls | 566          | 3,81         | 429         | 3,41        |
| Exprimés       | Exprimés               | Exprimés       | 14 288       | 96,19        | 12 161      | 96,59       |

### Canton de Pélissanne
| Candidats      | Candidats             | Étiquette      | Premier tour | Premier tour | Second tour | Second tour |
| Candidats      | Candidats             | Étiquette      | Voix         | %            | Voix        | %           |
| -------------- | --------------------- | -------------- | ------------ | ------------ | ----------- | ----------- |
|                | Jean-Pierre Maggi     | PS             | 4 870        | 28,22        | 6 761       | 45,36       |
|                | Gérard Santa-Isabel   | FN             | 3 745        | 21,70        | 3 247       | 21,79       |
|                | Caroline Calmel       | RPR            | 3 671        | 21,27        | 4 896       | 32,85       |
|                | Patrick Sauvage       | Verts          | 1 657        | 9,60         |             |             |
|                | Jean-Michel Segantini | DVD            | 1 201        | 6,96         |             |             |
|                | Joëlle Rivenale       | PCF            | 1 098        | 6,36         |             |             |
|                | Vincent Bonfillon     | GE             | 1 013        | 5,87         |             |             |
|                |                       |                |              |              |             |             |
| Inscrits       | Inscrits              | Inscrits       | 23 825       | 100,00       | 23 822      | 100,00      |
| Abstention     | Abstention            | Abstention     | 5 935        | 24,91        | 8 203       | 34,43       |
| Votants        | Votants               | Votants        | 17 890       | 75,09        | 15 619      | 65,57       |
| Blancs et nuls | Blancs et nuls        | Blancs et nuls | 635          | 3,55         | 715         | 4,58        |
| Exprimés       | Exprimés              | Exprimés       | 17 255       | 96,45        | 14 904      | 95,42       |

### Canton des Pennes-Mirabeau
| Candidats      | Candidats            | Étiquette      | Premier tour | Premier tour | Second tour | Second tour |
| Candidats      | Candidats            | Étiquette      | Voix         | %            | Voix        | %           |
| -------------- | -------------------- | -------------- | ------------ | ------------ | ----------- | ----------- |
|                | Victor Mellan        | PS             | 7 451        | 41,34        | 10 375      | 74,43       |
|                | Marc Ferrandi        | PCF            | 3 468        | 19,24        | Retrait     | Retrait     |
|                | Damien Bariller      | FN             | 3 409        | 18,91        | 3 565       | 25,57       |
|                | Jean-Jacques Gregori | UDF            | 2 356        | 13,07        |             |             |
|                | Jean Senechal        | Verts          | 1 340        | 7,43         |             |             |
|                |                      |                |              |              |             |             |
| Inscrits       | Inscrits             | Inscrits       | 26 489       | 100,00       | 26 490      | 100,00      |
| Abstention     | Abstention           | Abstention     | 8 057        | 30,42        | 11 335      | 42,79       |
| Votants        | Votants              | Votants        | 18 432       | 69,58        | 15 155      | 57,21       |
| Blancs et nuls | Blancs et nuls       | Blancs et nuls | 408          | 2,21         | 1 215       | 8,02        |
| Exprimés       | Exprimés             | Exprimés       | 18 024       | 97,79        | 13 940      | 91,98       |

### Canton de Peyrolles-en-Provence
| Candidats      | Candidats        | Étiquette      | Premier tour | Premier tour | Second tour | Second tour |
| Candidats      | Candidats        | Étiquette      | Voix         | %            | Voix        | %           |
| -------------- | ---------------- | -------------- | ------------ | ------------ | ----------- | ----------- |
|                | Louis Philibert* | PS             | 3 162        | 43,10        | 3 427       | 52,00       |
|                | Claude Long      | RPR            | 1 744        | 23,77        | 2 077       | 31,51       |
|                | Francis Durand   | FN             | 1 454        | 19,82        | 1 087       | 16,49       |
|                | Michele Demaria  | Verts          | 625          | 8,52         |             |             |
|                | Claude Rodi      | PCF            | 351          | 4,78         |             |             |
|                |                  |                |              |              |             |             |
| Inscrits       | Inscrits         | Inscrits       | 9 735        | 100,00       | 9 735       | 100,00      |
| Abstention     | Abstention       | Abstention     | 2 164        | 22,23        | 2 898       | 29,77       |
| Votants        | Votants          | Votants        | 7 571        | 77,77        | 6 837       | 70,23       |
| Blancs et nuls | Blancs et nuls   | Blancs et nuls | 235          | 3,10         | 246         | 3,60        |
| Exprimés       | Exprimés         | Exprimés       | 7 336        | 96,90        | 6 591       | 96,40       |

*sortant

### Canton de Port-Saint-Louis-du-Rhône
| Candidats      | Candidats           | Étiquette      | Premier tour | Premier tour | Second tour | Second tour |
| Candidats      | Candidats           | Étiquette      | Voix         | %            | Voix        | %           |
| -------------- | ------------------- | -------------- | ------------ | ------------ | ----------- | ----------- |
|                | Vincent Porelli     | PCF            | 2 016        | 41,30        | 2 336       | 47,78       |
|                | Philippe Caizergues | DVD            | 1 682        | 34,46        | 2 553       | 52,22       |
|                | Serge Riccio        | PS             | 602          | 12,33        |             |             |
|                | Alain Cardamone     | FN             | 245          | 5,02         |             |             |
|                | Jacques Peters      | RPR            | 230          | 4,71         |             |             |
|                | Patrick Cozza       | Verts          | 106          | 2,17         |             |             |
|                |                     |                |              |              |             |             |
| Inscrits       | Inscrits            | Inscrits       | 5 902        | 100,00       | 5 899       | 100,00      |
| Abstention     | Abstention          | Abstention     | 951          | 16,11        | 862         | 14,61       |
| Votants        | Votants             | Votants        | 4 951        | 83,89        | 5 037       | 85,39       |
| Blancs et nuls | Blancs et nuls      | Blancs et nuls | 70           | 1,41         | 148         | 2,94        |
| Exprimés       | Exprimés            | Exprimés       | 4 881        | 98,59        | 4 889       | 97,06       |

### Canton de Saint-Rémy-de-Provence
| Candidats      | Candidats                    | Étiquette      | Premier tour | Premier tour | Second tour | Second tour |
| Candidats      | Candidats                    | Étiquette      | Voix         | %            | Voix        | %           |
| -------------- | ---------------------------- | -------------- | ------------ | ------------ | ----------- | ----------- |
|                | Serge Pampaloni*             | UDF            | 3 063        | 42,20        | 3 514       | 51,91       |
|                | Hervé Chérubini              | PS             | 1 483        | 20,43        | 2 441       | 36,06       |
|                | Rollande de Falque Bezaure   | FN             | 1 068        | 14,71        | 814         | 12,03       |
|                | Danièle Ponchelet            | Verts          | 736          | 10,14        |             |             |
|                | Henriette Angulo-Villafranca | PCF            | 590          | 8,13         |             |             |
|                | Gérard Paradas               | PS             | 318          | 4,38         |             |             |
|                |                              |                |              |              |             |             |
| Inscrits       | Inscrits                     | Inscrits       | 10 529       | 100,00       | 10 528      | 100,00      |
| Abstention     | Abstention                   | Abstention     | 2 843        | 27,00        | 3 421       | 32,49       |
| Votants        | Votants                      | Votants        | 7 686        | 73,00        | 7 107       | 67,51       |
| Blancs et nuls | Blancs et nuls               | Blancs et nuls | 428          | 5,57         | 338         | 4,76        |
| Exprimés       | Exprimés                     | Exprimés       | 7 258        | 94,43        | 6 769       | 95,24       |

*sortant

### Canton de Tarascon
| Candidats      | Candidats           | Étiquette      | Premier tour | Premier tour | Second tour | Second tour |
| Candidats      | Candidats           | Étiquette      | Voix         | %            | Voix        | %           |
| -------------- | ------------------- | -------------- | ------------ | ------------ | ----------- | ----------- |
|                | Thérèse Aillaud*    | DVD            | 3 330        | 43,39        | 3 753       | 53,02       |
|                | Jean-Louis Auvergne | PS             | 1 513        | 19,72        | 2 113       | 29,85       |
|                | Aimé Thibaud        | FN             | 1 358        | 17,70        | 1 213       | 17,14       |
|                | Anna Parra          | Verts          | 585          | 7,62         |             |             |
|                | Catherine Carriere  | PCF            | 541          | 7,05         |             |             |
|                | Philippe Giraldi    | DVD            | 347          | 4,52         |             |             |
|                |                     |                |              |              |             |             |
| Inscrits       | Inscrits            | Inscrits       | 10 813       | 100,00       | 10 808      | 100,00      |
| Abstention     | Abstention          | Abstention     | 2 801        | 25,90        | 3 340       | 30,90       |
| Votants        | Votants             | Votants        | 8 012        | 74,10        | 7 468       | 69,10       |
| Blancs et nuls | Blancs et nuls      | Blancs et nuls | 338          | 4,22         | 389         | 5,21        |
| Exprimés       | Exprimés            | Exprimés       | 7 674        | 95,78        | 7 079       | 94,79       |

*sortant

### Canton de Trets
| Candidats      | Candidats       | Étiquette      | Premier tour | Premier tour | Second tour | Second tour |
| Candidats      | Candidats       | Étiquette      | Voix         | %            | Voix        | %           |
| -------------- | --------------- | -------------- | ------------ | ------------ | ----------- | ----------- |
|                | André Samat*    | PS             | 3 721        | 31,64        | 4 911       | 45,28       |
|                | Fernand Boulan  | UDF            | 3 718        | 31,62        | 4 860       | 44,81       |
|                | Loic de Marion  | FN             | 1 908        | 16,22        | 1 076       | 9,92        |
|                | Thierry Payan   | PCF            | 1 233        | 10,48        |             |             |
|                | Gilbert Romelli | Verts          | 1 180        | 10,03        |             |             |
|                |                 |                |              |              |             |             |
| Inscrits       | Inscrits        | Inscrits       | 15 635       | 100,00       | 15 635      | 100,00      |
| Abstention     | Abstention      | Abstention     | 3 519        | 22,51        | 4 319       | 27,62       |
| Votants        | Votants         | Votants        | 12 116       | 77,49        | 11 316      | 72,38       |
| Blancs et nuls | Blancs et nuls  | Blancs et nuls | 356          | 2,94         | 469         | 4,14        |
| Exprimés       | Exprimés        | Exprimés       | 11 760       | 97,06        | 10 847      | 95,86       |

*sortant

### Canton de Vitrolles
| Candidats      | Candidats            | Étiquette      | Premier tour | Premier tour | Second tour | Second tour |
| Candidats      | Candidats            | Étiquette      | Voix         | %            | Voix        | %           |
| -------------- | -------------------- | -------------- | ------------ | ------------ | ----------- | ----------- |
|                | Alain Cesari         | FN             | 3 664        | 28,28        | 4 534       | 39,29       |
|                | Jean-Jacques Anglade | PS             | 3 393        | 26,19        | 4 713       | 40,84       |
|                | Robert Escande       | RPR            | 1 926        | 14,87        | 2 294       | 19,88       |
|                | Guy Tomasi           | Verts          | 1 604        | 12,38        |             |             |
|                | Pierre Pradel        | PCF            | 1 003        | 7,74         |             |             |
|                | Marcel Artufel       | DVD            | 638          | 4,92         |             |             |
|                | Alain Castan         | EXG            | 379          | 2,93         |             |             |
|                | Claude Donjerkovic   | DVD            | 237          | 1,83         |             |             |
|                | Said Massafi         | PS             | 111          | 0,86         |             |             |
|                |                      |                |              |              |             |             |
| Inscrits       | Inscrits             | Inscrits       | 17 800       | 100,00       | 17 800      | 100,00      |
| Abstention     | Abstention           | Abstention     | 4 470        | 25,11        | 5 693       | 31,98       |
| Votants        | Votants              | Votants        | 13 330       | 74,89        | 12 107      | 68,02       |
| Blancs et nuls | Blancs et nuls       | Blancs et nuls | 375          | 2,81         | 566         | 4,67        |
| Exprimés       | Exprimés             | Exprimés       | 12 955       | 97,19        | 11 541      | 95,33       |